# Cantoni di Ajaccio
Prima della riforma approvata con decreto del 24 febbraio 2014, che ha avuto attuazione dopo le elezioni dipartimentali del 2015, la città di Ajaccio era suddivisa in 7 cantoni dell'Arrondissement di Ajaccio.
- Cantone di Ajaccio-1, comprendente parte della città di Ajaccio
- Cantone di Ajaccio-2, comprendente parte della città di Ajaccio
- Cantone di Ajaccio-3, comprendente parte della città di Ajaccio
- Cantone di Ajaccio-4, comprendente parte della città di Ajaccio
- Cantone di Ajaccio-5, comprendente parte della città di Ajaccio
- Cantone di Ajaccio-6, comprendente parte della città di Ajaccio
- Cantone di Ajaccio-7, comprendente parte della città di Ajaccio e i comuni di Afa, Alata, Appietto, Bastelicaccia e Villanova

In seguito alla riforma del 2014, la città di Ajaccio è suddivisa in 5 cantoni, distribuiti da ovest a est
- Cantone di Ajaccio-1
- Cantone di Ajaccio-2
- Cantone di Ajaccio-3
- Cantone di Ajaccio-4
- Cantone di Ajaccio-5, comprendente anche i comuni di Alata, Bastelicaccia e Villanova